# Walter Sharpe
Walter Sharpe (Birmingham, Alabama, 16. srpnja 1986.) američki je profesionalni košarkaš. Igra na poziciji krilnog centra, a trenutačno je slobodan igrač. Izabrao ga je Seattle SuperSonics u 2. krugu (32. ukupno) NBA drafta 2008.

## Srednja škola i sveučilište
Pohađao je srednju školu Parker High School. Nakon srednje škole odlučio se na pohađanje sveučilišta Mississippi State, ali je nakon kraja druge godine izbačen iz momčadi te se prebacio na sveučilište Alabama. U 12 odigranih utakmica za UAB Blazerse, Sharp je prosječno postizao 14.2 poena. 

## NBA karijera
Izabrao ga je Seattle SuperSonics kao 32. izbor NBA drafta 2008. Međutim ubrzo je zamijenjen u Detroit Pistonse gdje se zadržao jednu sezonu. 13. srpnja 2009. Sharpe je mijenjan u Denver Nuggetse zajedno s Arronom Afflalom u zamjenu za izbor drugog kruga NBA drafta 2011. godine. 31. srpnja 2009. Sharpe je ponovno promijenio klub. Zajedno sa Sonnyem Weemsom i nešto novca, mijenjan je u Milwaukee Buckse u zamjenu za Malika Allena. Nakon nekoliko mjeseci, Bucksi su odlučili otpustiti Sharpea.

## NBA statistika

### Regularni dio
| Godina    | Klub    | Odig. uta. | Uta. poč. | Min. | 2P%  | 3P%  | Sl. bac.% | Skok. | Asist. | Ukr. lop. | Blok. | Poena |
| --------- | ------- | ---------- | --------- | ---- | ---- | ---- | --------- | ----- | ------ | --------- | ----- | ----- |
| 2008./09. | Detroit | 8          | 0         | 2.5  | .364 | .000 | .000      | .4    | .0     | .0        | .2    | 1.0   |
| Ukupno    |         | 8          | 0         | 2.5  | .364 | .000 | .000      | .4    | .0     | .0        | .2    | 1.0   |

## Vanjske poveznice
- Profil na NBA.com